# Indisk palmmård
Indisk palmmård (Paradoxurus hermaphroditus), även musang, vanlig palmmård eller asiatisk palmmård är en art i underfamiljen palmmårdar som förekommer i södra och sydöstra Asien. Arten är särskilt känd för sin roll i framställningen av kaffesorten kopi luwak (på svenska känt som sibetkaffe).

## Utseende
Djurets grova och tjocka päls har en grå grundfärg. På ryggen finns svarta strimmor och på kroppens sidor svarta fläckar. Även fötterna, öronen och nosen har svart färg. Ansiktet har en svartvit mönstring som liknar tvättbjörnens ansiktsmask. Artepitet hermaphroditus i det vetenskapliga namnet syftar på doftkörtlar under djurets svans som liknar testiklar till utseendet men som finns hos båda könen. Arten når en kroppslängd mellan 48 och 59 centimeter. Därtill kommer en svart svans med 44 till 54 centimeters längd. Vikten ligger mellan 2,5 och 4 kilogram.

## Utbredning och habitat
Indisk palmmård förekommer i hela Sydostasien. Den finns i Indien, på Sri Lanka, i södra Kina inklusive ön Hainan, i andra sydostasiatiska länder och på flera öar, till exempel Sumatra, Borneo, Java och den filipiniska ön Palawan. På några mindre öar i området är den troligen införd av människan. Artens habitat utgörs huvudsakligen av tropisk regnskog.

## Levnadssätt
Som de flesta viverrider är den indiska palmmården aktiv på natten. Den lever huvudsakligen i träd och har bra förmåga att klättra. Under dagen vilar den i trädens håligheter, i bergssprickor eller i andra gömställen. Utanför parningstiden lever varje individ ensam.

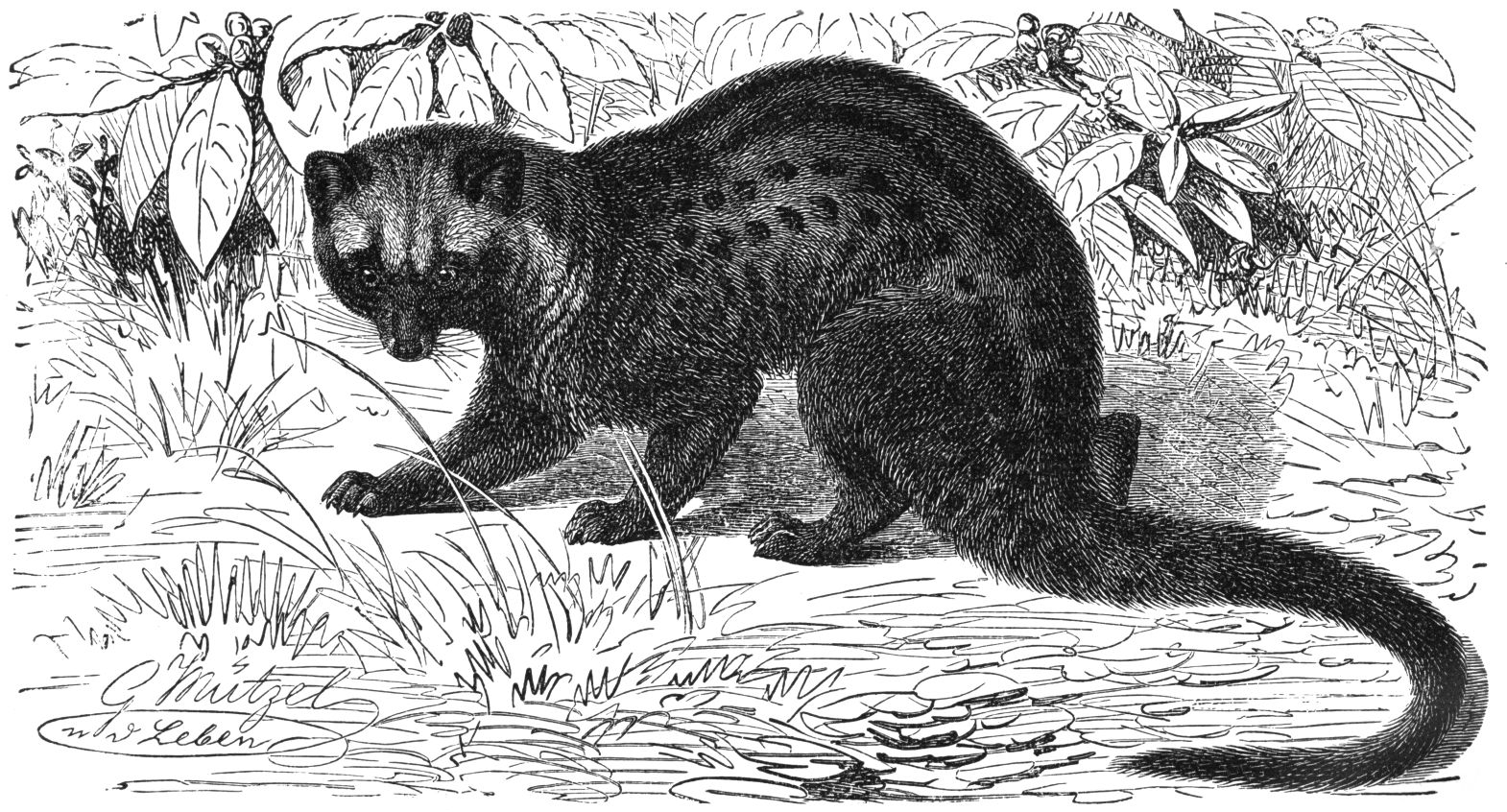
Teckning från Brehms "Djurens liv"

I vissa regioner är de kulturföljare och sover under hustak eller i ladugårdar. Där orsakar de oljud och är lika ogillade som stenmården i Europa. Dessutom förstör de i viss mån kaffeplantager.
Indisk palmmård är en allätare som livnär sig till exempel av insekter, mindre gnagare, maskar och fågelägg. Med lite tur fångar den ibland fåglar och arter från ekorrfamiljen. Den största delen av födan utgörs däremot av frukter som ofta hittas på palmer. Vanligen plockar indisk palmmård de mest mogna frukterna och lämnar de andra kvar. Arten dricker gärna nektar från blommorna av sockerpalmen. Ursprungsbefolkningen som lever i rovdjurets utbredningsområde framställer av samma nektar ett palmvin (toddy på engelska). Därför är ett av djurets engelska smeknamn toddy cat.
Efter dräktigheten som varar i cirka 60 dagar föder honan två till fem ungar. Efter 11 till 12 månader sluter honan att ge di. Det äldsta kända djuret av arten i fångenskap blev 25 år gammalt.

## Sibetkaffe
I Sydostasien produceras med hjälp av indisk palmmård kaffesorten kopi luwak (sibetkaffe). Det lokala namnet kommer från de indonesiska orden kopi ('kaffe') och luwak (djurets namn på indonesiska). Djuret äter frukten från kaffebusken och utsöndrar kaffebönorna med avföringen nästan utan biprodukter. I djurets matsmältningssystem genomgår kaffebönan en fermentering med hjälp av enzymer som ändrar bönans smakegenskaper.